# Eupterote todara
Eupterote todara är en fjärilsart som beskrevs av Moore 1884. Eupterote todara ingår i släktet Eupterote och familjen Eupterotidae. Inga underarter finns listade i Catalogue of Life.